# Kamienica Wieniawskich w Lublinie
Kamienica Wieniawskich – kamienica w Lublinie przy Rynku. Mieszkał w niej Tadeusz Wieniawski, ojciec genialnego skrzypka i kompozytora – Henryka, który urodził się tu w 1835 roku.

## Historia
Kamienica z numerem 17 tzw. Wieniawskich, w latach 1834–1849 była własnością Tadeusza Wieniawskiego, doktora medycyny i chirurgii. Tutaj też przyszedł na świat w 1835 roku skrzypek Henryk Wieniawski. Także tutaj urodził się w 1833 roku Ignacy Baranowski, doktor medycyny, profesor UW. Dlatego znajdują się tutaj tablice upamiętniające wspomnianych Lublinian. Pierwotnie były to dwie kamienice, należące do rodzin Stanów i Cholewów, ale po pożarze w 1575 roku zmodernizowano je i połączono w jedną całość. Następnymi właścicielami byli Żędzianowie, Konopnicowie i Ormianie Muratowiczowie. Renesansową attykę w XIX wieku rozebrano.